# Defectrix defectrix
Defectrix defectrix is een spinnensoort in de taxonomische indeling van de jachtkrabspinnen (Sparassidae).
Het dier behoort tot het geslacht Defectrix. De wetenschappelijke naam van de soort werd voor het eerst geldig gepubliceerd in 1925 door Alexander Petrunkevitch.